# Victoria watsonae
Victoria watsonae är en fjärilsart som beskrevs av Robert H. Carcasson 1971. Victoria watsonae ingår i släktet Victoria och familjen mätare. Inga underarter finns listade i Catalogue of Life.